# Biggles nad Ohňovou zemí
Biggles nad Ohňovou zemí (v originále: Biggles at the World's End) je dobrodružná kniha o dobrodruhovi jménem James Bigglesworth od autora W. E. Johnse z roku 1959. V Česku byla vydána nakladatelstvím Riopress Praha v roce 2001 jako svou 173. publikaci.

## Děj
Biggles byl svým nadřízeným generálem Raymondem pověřen, aby v oblasti Ohňové země nalezl a zorganizoval odvoz nákladu drahým kovů (jednalo se převážně o zlato a platinu), které zde od Britů ukořistili a ukryli Němci při námořní bitvě. Raymond se o tom všem dozvěděl od bývalého Bigglesova nepřítele Erich von Stalheina, který je varoval před tím, že o "poklad" mají velký zájem Sověti. Jako zástěrku svého tajného úkolu uvedli, že se v oblasti porozhlédnou po dvou britských botanicích (Carterovi a Barlowovi), kteří se tam před časem ztratili a nikdo (včetně Bigglese) už ani nevěřil, že jsou na živu. O několik dní později Biggles společně se svými parťáky: Gingrem, Algym a Bertiem přistál na letišti v Punta Arenas. Zde je již ze začátku nepříjemně přivítal správce letiště jménem Gontermann, avšak jeho asistent Vendez byl daleko příjemnější. Gontermann jim byl už od začátku velmi podezřelý, obzvláště svými tajnými výpravami na své jachtě jménem WESPE (vosa). Biggles začal tušit zda Gontermann nehledá právě ono zlato, což by vysvětlovalo jeho hrubé chování vůči Angličanům. Později se ukázalo, že se nemýlil. Aby přidali na věruhodnosti své zástěrky, začal se vyptávat po oněch botanicích a od majitele místní půjčovny lodí jménem Scott se dozvěděli popis a přibližný směr plavby ony jachty jménem SEASPRAY, na které oba výletníci odpluli. Po několika dnech marného pátraní nalezli kus plachty ze SEASPRAYE a později dokonce oba botaniky, kteří byli k jejich velkému překvapení stále naživu. Pan Carter jim vyprávěl, jak společně s Barlowem při průzkumu na jednom ostrově nalezli zlato. Nebyli však schopni ho odvést na jachtě a tak ho pouze přemístil o kousek jinam. Po jeho uschování je ale napadla neznáma banda mužů a byli nuceni rychle uprchnout. Při útěku ale o něco dál v mlze narazili na útesy, SEASPRAY se potopila a oni tam tak uvízli. Biggles nepochyboval o tom, že je napadli Gontermannovi muži, avšak už díky botanikům věděl, kde se zlato nachází. K jejich dalšímu překvapení je v místě útočiště botaniků navštívila Gontermannova parta. Biggles jim ale nedovolil promluvit si s botaniky o samotě a tak nakonec odjeli. Společně přemístili Cartera a Barlowa do Río Gallegos a vrátili se zpět do Punta Arenas, kde po podání zprávy začali společně plánovat akci. Biggles zaúkoloval Algyho, aby vyčkal na příjezd britské námořní fregaty PETREL, která měla zlato vyzvednout (pozn. vzhledem k jeho množství nebylo možné ho převézt v letadle) a sám se společně s Gingrem a Bertiem vydal na „zlatý ostrov“. Cestou se ale stavili na místě potopení SEASPRAYA a zachránili něco z botanické sbírky. K jejich štěstí je zahlédli Gontermannovi muži a díky tomu je dokázali zmást, neboť si mysleli, že Bigglesova parta zde hledá to zlato. Toho využili a potají se tak nepozorovaně vydali na pravé místo uschovaní zlata. Bohužel jim k jeho nalezení zabránilo počasí a tak se museli vrátit zpět do Punta Arenas. Zde v přístavišti objevili sovětskou velrybářskou loď a bylo jim jasné, co tam dělá. Gontermann se jim mezitím pokusil úřední cestou zarazit další odlety, ale díky svému přátelství s Vendezem nakonec odlétli. Po nalezení zlata se ho rozhodli hlídat, avšak Gontermann si jich všiml a vypukla přestřelka. Během ní k ostrovu připlula velrybářská loď, avšak uvízla na nedaleké mělčině. K jejich větší radosti k ostrovu dorazil také Algy na PETRELU a jeho posádka se už o převzetí nákladu postarala sama. Vendezovi a oběma botanikům za jejich pomoc poskytli odměnu a vrátili se zpět do Anglie.

## Postavy
- James "Biggles" Bigglesworth
- Algernon "Algy" Lacey
- Ginger Hebblethwaite
- Betram "Bertie" Lissie
- Hugo Gontermann a jeho dva společníci
- Juan Vendez
- Carter a Barlow – botanici
- pan Scott
- generál Raymond
- kapitán Anderson – kapitán PETRELU
- poručík Mason – důstojník z PETRELU
- Erich von Stalhein

## Letadla
- hydroplán Gadfly